# Фильцы
Фильцы́ — посёлок Каликинского сельсовета Добровского района Липецкой области.
Расположены в 6 км к западу от центра поселения села Каликино, 3 км к югу от поселка Густый. К южной части Фильцов примыкает посёлок Каменный.
Как посёлок Фи́лькин Куст возник в 1923 году. Название состоит из фамилии и слова куст в значении лесок (см. также Попов Куст). В 1926 году, согласно данным переписи населения, в Филькином Кусте жили 20 человек .
Позднее посёлок стал посёлком Фильцы.
По состоянию на 2020 год поселок является заброшенным, все существовавшие дома разрушены, линия электропередач протянутая от Густого разрушена. В настоящее время осуществляется перевод земель поселка в группу земель сельхоз назначения.

## Население
| 2006 | 2010 |
| ---- | ---- |
| 1    | ↘0   |